# 智青松多镇
智青松多镇，是中华人民共和国青海省果洛藏族自治州久治县下辖的一个乡镇级行政单位。

## 行政区划
智青松多镇下辖以下地区：
智青松多社区、德合龙牧委会、宁友牧委会、沙科牧委会和果江牧委会。